# Amaurospiza carrizalensis
Amaurospiza carrizalensis е вид птица от семейство Cardinalidae. Видът е критично застрашен от изчезване.

## Разпространение
Видът е разпространен във Венецуела.